# 塞尔吉奥·巴列斯特罗斯
塞尔吉奥·马丁内斯·巴列斯特罗斯（西班牙語：Sergio Martínez Ballesteros，1975年9月4日—），西班牙足球運動員，目前效力於西班牙甲組足球聯賽足球會利雲特，司職中堅。

## 球員生涯
巴里斯迪路斯生於華倫西亞自治區布尔哈索特，出身自青訓系統。1996年，他以借將身分前往加那利群岛效力當地球隊特內里費，在1月3日主場2–0勝賽事中完成西甲首秀。其後他正式轉會至特內里費，成為球隊後防主力，在中堅位置上常有穏健發揮，亦偶有侵犯動作：1998–99賽季中，巴里斯迪路斯曾在8場比賽中兩度被紅牌逐出。
2001–01賽季，巴里斯迪路斯效力馬德里球會一季。華歷簡奴在歐洲足協盃中達八強，他在所有賽事中上陣並打滿全場。其後，巴里斯迪路斯轉會至，效力三季期間一直是球隊的主力，助球隊在甲組站穏陣腳。
2004年至2008年期間，巴里斯迪路斯在馬略卡繼續征戰西甲，上陣超過100場，共得6張紅牌。2008年8月，年屆33歲的巴里斯迪路斯不獲留用，約滿後離隊。他最終選擇剛被降班至乙組的利雲特，13年後重返母隊。
巴里斯迪路斯在利雲特再受重用，甚少缺席各項賽事。2010–11賽季西甲聯賽中，利雲特重返甲組，他共上陣34場，並在主場2–1小勝奧沙辛拿的賽事中攻入1球，當季球隊得以留守西甲。在下一季利雲特表現更佳，作為球隊功臣的巴里斯迪路斯在對舊東家華歷簡奴的西甲賽事中再收獲1球，球隊以西甲第六名成績首獲歐霸盃參賽資格。

## 榮譽
維拉利爾
- 国际托托杯：2003年、2004年

西班牙U21
- 歐洲U-21足球錦標賽：1998年

## 外部連結
- 利雲特官方檔案 （西班牙文）
- BDFutbol檔案 （页面存档备份，存于） （英文）
- Futbolme檔案 （页面存档备份，存于） （西班牙文）
- Transfermarkt檔案 （页面存档备份，存于） （英文）